# Комі імена
Комі імена (комі ним — «ім'я») — перелік традиційних імен і національна модель антропонімії в комі-зирян, народу пермської групи фіно-угорської мовної родини.

## Склад переліку комі імен, етимологія національних імен та антропонімічна модель
Перелік традиційних імен у комі-зирян нараховує бл. тисячі імен. Складається він як з самобутніх імен, так і запозичених і адаптованих комі мовою слов'янських (російських), тюркських та ін. імен. Саме наявність власних імен та звукова адаптація запозичених і є відмітними рисами комі антропонімії.  
Етимологія самобутніх власних комі імен є різноманітною — зазвичай, їх основи називають характерні риси характеру людини, вказують на її родовід, місце або час (наприклад, пору року) народження, іноді передають ставлення батьків до дитини, рідше вказують на порядковий номер дитини у родині. Саме тому в комі побутували імена з основами, що означали тварин, птахів, дерев і т.н. (що також можна пов'язати з дохристиянськими тотемними віруваннями комі-зирян). У пізніший час самобутніми комі іменами стали імена народних, в т.ч. фольклорних героїв.
Ще з дохристиянських часів у комі виробилась власна антропонімічна модель, яка була двочленною — називання чоловіка в комі включало першим ім'я батька, часто-густо в родовому відмінку, а другим називалося власне ім'я чоловіка, наприклад, комі Öльöксей(лöн) Иван означає Іван Олексійович. Ця модель є спільно для всіх угро-фінів, а також зустрічається в деяких ін. народів (на Кавказі в адигських народів).

## Національні і форми міжнародних імен у комі
Нижче наведено приклади, як національних комі імен, так і адаптації міжнародних:

### Національні самобутні імена
утворені від назв тварин, предметів і якостей
Зарні (комі Зарни «золото»), Туган (комі Туган «верхівка (дерева)»), Бурморт (комі бур + морт «добра людина»), Біур (комі би + ур «вогняна білка»), Киа (комі Кыа «заря»), Ошпєль (комі ош + пель «ведмеже вухо») тощо. 
за іменами популярних героїв
Кудим Ош (комі Кудым Ош), Їркап (комі Йиркап), Пєра (комі Пера), Шипіча (комі Шыпича) тощо.
інші
Арнас, Арті (комі Арти), Гулєнь (комі Гулень), Ільван (комі Ильван), Лиско (комі Лыско), Оніка (комі Öника), Райда, Спіра (комі Спира) тощо.

### Комі адаптації міжнародних імен
- Абрам — Öврам;
- Андрій  — Öндрей, Öньö;
- Василь — Василей, Вась, Васьö;
- Віктор — Виттор, Витьö;
- Володимир — Володь, Ладе ;
- Гаврило — Габö;
- Геннадій — Гень;
- Герасим — Ярасим;
- Гнат — Игнать;
- Григорій — Гриш
- Єгор — Ёгор;
- Єлізар — Елесь;
- Іван — Иван, Вань;
- Ілля — Илля;
- Кіндрат — Кон;
- Костянтин — Кöсьта;
- Микола — Микöла, Микöл, Микол, Микулай, Кольö;
- Михайло — Микайлö
- Настя — Наста, Настук;
- Олександер — Öльöксан;
- Олексій — Öльöксей, Öльöш;
- Ольга — Öльга;
- Петро — Петыр, Петь;
- Семен — Сем;
- Сергій — Серож, Сегö;
- Федір — Педöр, П/Федь.